# ابیویل (کارولینای جنوبی)
ابیویل(به انگلیسی: Abbeville) شهری در ایالت کارولینای جنوبی کشور ایالات متحده آمریکا است که جمعیت آن در سرشماری سال ۲۰۱۰ میلادی، ۵٬۲۳۷ نفر بوده‌است.